# Station Diss
Diss is een spoorwegstation van National Rail in Diss, South Norfolk in Engeland. Het station is eigendom van Network Rail en wordt beheerd door Greater Anglia. 